# Gmina zbiorowa Apensen
Gmina zbiorowa Apensen (niem. Samtgemeinde Apensen) – gmina zbiorowa położona w niemieckim kraju związkowym Dolna Saksonia, w powiecie Stade. Siedziba administracji gminy zbiorowej znajduje się w miejscowości Apensen.

## Podział administracyjny
Do gminy zbiorowej Apensen należą trzy gminy:
1. Apensen
2. Beckdorf
3. Sauensiek

## Współpraca
Gminy partnerskie:
- Ploërmel, Francja[1]
- Kolbuszowa, Polska